# Nationale Partij voor Leiderschap en Ontwikkeling
De Nationale Partij voor Leiderschap en Ontwikkeling (NPLO) was een politieke partij in Suriname met Oesman Wangsabesari als leider. De partij werd op 15 februari 2000 opgericht. De partij was net als de Democraten van de 21ste eeuw een afsplitsing van de Javaanse KTPI.
De partij deed aan de verkiezingen van 2000 mee in zes van de tien districten maar wist in geen van de districten een zetel te behalen.
In 2005 keerde Wangsabesari terug naar de KTPI en werd hij er opnieuw ondervoorzitter van. De NPLO bleef ook na zijn vertrek bestaan en deed mee aan de verkiezingen van 2010, als een van de partijen van de VolksAlliantie. Daarna hield de partij op te bestaan.